# Neotrichia
Neotrichia is een geslacht van schietmotten uit de familie Hydroptilidae. 
De wetenschappelijke naam van het geslacht is voor het eerst geldig gepubliceerd in 1905 door Kenneth J. Morton.
Deze soorten komen voor in Noord-, Midden- en Zuid-Amerika, de meeste daarvan in het Neotropisch gebied. Er zijn meer dan honderd soorten beschreven.
De larven leven op rotsachtige substraten in snel stromend water. Ze maken kokertjes met kleine zandkorrels. Volwassen insecten zijn klein, meestal 1,5 tot 2,5 mm lang.

## Soorten
Deze lijst van 114 stuks is mogelijk niet compleet.
- N. abbreviata OS Flint, 1983
- N. abbreviatoides EB Angrisano, 1995
- N. aequispina EB Angrisano, 1995
- N. alabamensis RW Kelley & SC Harris, 1983
- N. alata OS Flint, 1968
- N. amplector AC Keth, 2004
- N. amplio AC Keth, 2004
- N. anahua (Mosely, 1937)
- N. angulata OS Flint, 1983
- N. arista SC Harris, 1990
- N. arkansasensis ML Mathis & DE Bowles, 1990
- N. armata L Botosaneanu, 1993
- N. armitagei SC Harris, 1991
- N. baritu EB Angrisano, 1984
- N. bifida OS Flint, 1974
- N. bifurcata SC Harris, 2004
- N. biuncifera OS Flint, 1974
- N. blinni D Ruiter, 2007
- N. botonia SC Harris, 1990
- N. brevispina OS Flint, 1983
- N. browni SC Harris, 1990
- N. bullata OS Flint, 1974
- N. cameria (Mosely, 1937)
- N. canixa (Mosely, 1937)
- N. caxima (Mosely, 1937)
- N. cayada SC Harris & LJ Davenport, 1992
- N. colmillosa SC Harris, 1990
- N. colombiensis SC Harris, 1990
- N. collata KJ Morton, 1905
- N. corniculans OS Flint, 1968
- N. cuernuda SC Harris, 1990
- N. chana EB Angrisano, 1995
- N. charrua EB Angrisano, 1984
- N. chilensis OS Flint, 1983
- N. delgadeza SC Harris & LJ Davenport, 1992
- N. dientera SC Harris, 1990
- N. digitata (Mosely, 1937)
- N. dikeros OS Flint, 1983
- N. downsi DE Ruiter, 1990
- N. dubitans (Mosely, 1939)
- N. durior OS Flint, 1983
- N. edalis HH Ross, 1941
- N. elongata OS Flint, 1983
- N. eroga (Mosely, 1937)
- N. ersitis DG Denning, 1948
- N. esmalda (Mosely, 1937)
- N. exicoma (Mosely, 1937)
- N. falca HH Ross, 1938
- N. falcifera OS Flint, 1974
- N. filifera OS Flint, 1983
- N. flowersi SC Harris, 1990
- N. garra AC Keth, 2004
- N. gotera OS Flint, 1983
- N. halia DG Denning, 1948
- N. heleios OS Flint, 1968
- N. hiaspa (Mosely, 1937)
- N. interrupta OS Flint, 1974
- N. iridescens OS Flint, 1964
- N. jarochita J Bueno-Soria, 1999
- N. juani SC Harris & SG Tiemann, 1993

- N. juntada SC Harris & LJ Davenport, 1992
- N. kitae HH Ross, 1941
- N. lacertina L Botosaneanu, 1994
- N. lobata OS Flint, 1974
- N. longissima OS Flint, 1983
- N. lucrecia EB Angrisano, 1995
- N. malickyi SC Harris & SG Tiemann, 1993
- N. margaritena L Botosaneanu, 2002
- N. maria J Bueno-Soria & SW Hamilton, 1986
- N. mathisi AC Keth, 2004
- N. mentonensis KS Frazer & SC Harris, 1991
- N. minutisimella (VT Chambers, 1873)
- N. mobilensis SC Harris, 1985
- N. napoensis SC Harris & LJ Davenport, 1992
- N. negroensis SC Harris, 1990
- N. nesiotes OS Flint & JL Sykora, 1993
- N. noteuna (Mosely, 1939)
- N. novara (Mosely, 1939)
- N. okopa HH Ross, 1939
- N. olorina (Mosely, 1937)
- N. orejona SC Harris & LJ Davenport, 1999
- N. osmena HH Ross, 1944
- N. ovona (Mosely, 1939)
- N. oxima (Mosely, 1937)
- N. palma OS Flint, 1982
- N. pequenIta L Botosaneanu, 1977
- N. picada OS Flint, 1983
- N. pinarenia L Botosaneanu, 1980
- N. proboscidea OS Flint, 1974
- N. pulgara AC Keth, 2004
- N. rasmusseni SC Harris & AC Keth, 2002
- N. riegeli HH Ross, 1941
- N. riparia OS Flint & L Reyes-Arrunategui, 1991
- N. rotundata OS Flint, 1974
- N. sala EB Angrisano, 1984
- N. salada OS Flint, 1982
- N. sandyae D Ruiter, 2007
- N. sepulga SC Harris, 1991
- N. sicilicula OS Flint, 1983
- N. soleaferrea L Botosaneanu, 1998
- N. sonora HH Ross, 1944
- N. sucusaria SC Harris & LJ Davenport, 1992
- N. tauricornis H Malicky, 1980
- N. tertia (Mosely, 1939)
- N. teutonia OS Flint, 1983
- N. tirabuzona SC Harris & LJ Davenport, 1999
- N. tubulifera OS Flint, 1980
- N. tuxtla J Bueno-Soria, 1999
- N. unamas L Botosaneanu, 1993
- N. unispina OS Flint, 1974
- N. vibrans HH Ross, 1938
- N. xicana (Mosely, 1937)
- N. yagua SC Harris & LJ Davenport, 1992
- N. yanomonoa SC Harris & LJ Davenport, 1992